# 奧農達加人
奧農達加人（Onondaga People）是北美印第安人的一支，是 Haudenosaunee的其中之一民族。，Haudenosaunee是一個因傳統、信仰及文化價值而結盟好幾百年的原住民民族聯盟，又稱作易洛魁聯盟（Iroquois）。Haudenosaunee共有六個民族，包含了莫霍克人（Mohawk）、奧奈達人（Oneida）、卡尤加人（Cayuga）、塞內卡人（Seneca）、奧農達加人（Onondaga）和塔斯卡洛拉人（Tuscarora）民族。
Haudenosaunee是他們對自己的稱呼，意思是“住在長屋的人們”，也可以譯為「長屋民族」，因為長屋生活是他們共同都有的文化特色，而外界普遍都以易洛魁聯盟稱呼他們，意譯為“和平與力量之聯盟”。 。
原先的易洛魁聯盟往往被稱作「五族同盟」，由五大部族莫霍克人、奧奈達人、奧農達加人、塞內卡人和卡尤加人組成。1772年，塔斯卡洛拉人加入，因此聯盟成為「六族同盟」。

## 民族分布、人口與語言

### 民族分布
原分布在密西西比河以西，後遷到安大略湖和伊利湖一帶。住在今紐約州。

### 人口
人口在17世紀時约有1700人，20世紀晚期在紐約州保留地約有1000餘人。

### 語言[11]
奧農達加人屬於蒙古人種美洲支。使用易洛魁（Iroquois）語，屬印地安語系霍克卡-西烏語族。
雖然奧農達加族是易洛魁聯盟的一部分，雖然他們享有共同相似的文化生活，但這些民族分別使用字以民族專屬的語言，其中大部分的辭彙都是可以相對應的，但這些語言之間沒有完全相同的。
奧農達加語整體而言是一個完整的語言系統，從宗教信仰、政治或是社會生活等各層面而言，奧農達加語都能完整表述及使用順暢。奧農達加語也有被官方政府使用，在所有有關的法條或是提議在進入國會之前都是以奧農達加語呈現，所有議題的主要標題也都是。而在民間，許多歌曲至今仍以奧農達加語傳唱著。

## 地理環境
居住在東部大湖區和聖羅倫斯河谷等地，也就是美國五大湖附近，該地區是潮濕的大陸性氣候，夏天冷涼而冬天異常嚴寒，受來自於不同區域的氣團影響，有來自北極的乾冷氣團，來自西部的溫暖的太平洋氣團，來自南邊和墨西哥灣的暖濕氣團，不過因為湖水本身對氣候有調節效應，可以增加降水，因此當地為溫帶大陸性濕潤氣候。長期氣候狀況而言，冬天往往漫長而寒冷，尤其是當來自極地的西北風掠過五大湖的時候，此外也常常下暴雪，但夏天則涼爽宜人。
這片土地多山而且森林密布，水路交通也很便利，利用輕便的獨步舟可迅速前往包括安大略湖、聖勞倫斯河、五指湖區以及數十條河流。

## 歷史沿革

### 民族起源傳說
大約在一千多年前的奧農達加湖岸，也就是今日紐約的中心位置，莫霍克人、奧奈達人、奧農達加人、塞內卡人和卡尤加人彼此對抗、彼此都傷亡慘重，他們互相殘殺的行為讓造物主（the Creator）很傷心，於是造物主傳下一個指令訊息告訴他們五個民族應該要和平相處，這個訊息被認為是「偉大和平的締造者」（聯盟的創始人）的降臨。
和事佬（the Peacemaker。）對於五民族的和平帶來很大的力量，為了要讓造物主的訊息傳播出去，他乘著獨木舟到處遊走，同時找尋著他們各自的領導人，為了找尋這些領導人，和事佬決定先找向女人，他知道女人們沒有親緣關係但卻提供住所和食物給戰爭時傳遞武器的男人們，因此和事佬給予這五個民族的女人特殊的責任（母系繼嗣社會的緣起），由女人來挑選適合做為領導著的男人。
於是，和事佬便繼續傳播和平理念。然而，有位害怕這個指令的奧農達加男子，叫做Tadadaho，他覺得這個想法太邪惡以致讓他覺得他的軀體被扭曲、彷彿有條蛇在他的頭裡扭動生長；另一位叫做Haionwhatha的人接受了好的事物是由造物主而來的想法，便決定要幫助和事佬傳播造物主的訊息。當和事佬的指令開始擴散並改變大家腦海的想法時，Tadadaho非常不開心，決定要終止Haionwhatha這樣的作為，便殺了他的女兒，成功阻斷了他們的計畫。當Haionwhatha他正在難過的時候，他發現有些詞彙可以安慰他人失去深愛的人的痛苦，他發明了一個方法去記下這些詞彙，就是用繩子把紫色和白色的貝殼串綁起來，而這就是貝殼串（Wampum）的由來。
後來Haionwhatha從悲痛中清醒過來，他決定要和事佬再與Tadadaho溝通一次，他們相信這個和平的指令是不會被停止的，而這次他們有了五個民族共49個領導者的支持，因此他們協力擊敗了Tadadaho頭髮中邪惡的蛇，他便接受了造物主的指令，成為了第50為酋長。他們用連根拔起的白松樹來紀念這個和平的結盟，並將武器丟進深洞裡或用水流沖走，表示未來要和平共處。他們重新種植一棵樹，而和事佬把老鷹放在這棵樹的頂端作為警示及時時提醒他們和平的可貴，Hiawatha的貝殼串也被綁在上面，用以紀念五個民族和平的結盟。因此，奧農達加從此便以象徵和平的大白松樹所為標誌，並串連著另外四個族群，各族都分別以不同方式標誌代表自己的民族。
和事佬傳播並發揚了造物主的話，這也永遠被視為他們遵守的最高法律。和事佬也教導他們當現在的領導者死去時要如何選出下一任領袖，他把權力賦予女人，讓女人去挑選領導者，叫做Clan Mother，女人有責任去從她的人裡挑選出誰是好的領導者，由酋長和Clan Mother一同管理人民。這個挑選酋長的過程在奧農達加族使用了無數個世紀，而至今仍是。

### 聯盟的形成與擴張
「易洛魁聯盟」是在歐洲人到來之前就已建立了，很多考古學家和人類學者相信聯盟形成於1450年到1600年間，也有的人說更早。依照傳統的說法，易洛魁聯盟是在「偉大和平的締造者」，兩位易洛魁人，德坎納維達和海華沙的共同努力下建立的。他們為那些長年處於戰爭﹑矛盾和衝突不息中的易洛魁人各邦帶來了「偉大的和平法則」，由莫霍克、奧奈達、奧內達加、卡尤加和塞內卡團結為易洛魁聯盟。他們停戰後，易洛魁人各部凝聚而成的政治力量，迅速成為17和18世紀時期北美洲東北部最強大的勢力之一。在聯盟形成後，為了獲取更多的狩獵場地，易洛魁人開始進犯今天肯塔基的俄亥俄河谷。他們主要是與相鄰的阿剛昆人發生戰爭。

### 法國和印第安人戰爭
他們最先遇到的歐洲人是法國人，這些法國人為了支持其他聖羅倫斯河沿岸的部族而對易落魁人開戰，易落魁人隨即與新阿姆斯特丹的荷蘭人交易武器。之後當地又發生了一連串主要是為了爭奪毛皮貿易的戰爭，法國與英國不時交戰，易落魁人常被夾在中間（聯盟瓦解分為親法與親英兩派）。到了十八世紀末，英國拓荒者強迫易落魁人從海岸向西遷移到俄亥俄河谷。
在法國與印地安人的戰爭期間（1754~1763年）中，易洛魁人與英國人結成夥伴關係，共同抵禦法國人及其同盟阿剛昆人，易洛魁人期望幫助英國人會在戰爭結束後得到一些好處。戰後英國獲得勝利，為了保護他們的盟友，英國政府頒發了《1763年皇家公告》，禁止白人在阿巴拉契亞山脈一帶定居。但殖民開拓者在很大程度上並不理會這項法令，英國政府也沒有足夠的士兵來執行這項法令。易洛魁人於1768年的《斯坦韋克斯條約》中同意再次修改分界線，將俄亥俄和田納西河流之間的剩餘土地全部出售給了英國人。

### 美國革命期間
在美國獨立革命期間，易洛魁人起初試圖保持獨立。由於受到選邊的壓力，塔斯卡洛拉和奧奈達站在了十三殖民地一邊，而莫霍克，塞尼卡，奧內達加和卡尤加仍舊效忠關係良好的大不列顛帝國，形成在政治上的分裂。莫霍克酋長約瑟夫·布蘭特、其他戰爭酋長們，以及他們的英國盟友，對莫霍克谷地的美國拓荒者進行了多次的攻擊，摧毀了很多處村落和莊稼，殺害和俘獲了很多居民。大陸軍隊在1779年進行了反擊，喬治·華盛頓宣布命令發動蘇里文戰役，由丹尼爾·布洛海德上校和約翰·蘇里文將軍領導，對易洛魁人和英軍聯盟實行不僅僅是佔領，而是摧毀的軍事政策。他們燒毀了整個紐約西部的很多易洛魁人村子和倉庫，難民們都向北搬去了加拿大。到戰爭結束時，整個谷地裡沒有剩下幾個房屋和畜棚了。

### 戰後
當西元1776年美國獨立戰爭爆發時，易落魁同盟還設法保持中立，但最後還是分裂，各自為英美而戰。喬治華盛頓在西元1779年派遣三個縱隊進入易落魁領土，燒毀了四十個城鎮，將大多數反抗的易落魁人都趕到加拿大。易落魁人原來在紐約地區擁有數百萬英畝的土地，但現在只剩下數個小保留區。但也因他們選擇與美國同盟，而成為其盟友，所以在獨立戰爭結束後，美國為了感謝易洛魁人的貢獻，給予他們土地權與賦稅上的優惠，在西元1794年11月11日簽訂了皮克林條約（Pickering Treaty）或是稱作印花布條約（Calico Treaty），該條約確立美利堅合眾國與六國之間的和平與友誼，至今這幾個組成易洛魁的國家仍然因為此條約享有得到印花布的權力，只是隨著時間的推移，雖然支付存在，但自從西元十八世紀所支付的碼數已漸漸減少，但這布的象徵精神仍然存在。

## 社會、家庭與婚姻

### 社會
奧農達加部落原為易洛魁五民族之一，也是聯盟的政治、地理中心。各村社由男丁會議指導村長。

### 長屋[19]
長屋 （页面存档备份，存于）對於易洛魁聯盟的民族而言是一個儀式上和精神上的聚集地，它是由木頭建造而成，建築內部包含木頭地板和兩個朝向中心的fireplaces，兩個fireplaces之間有間隔，除此之外還有沿著牆壁的長凳。女人由長屋西邊的門進入，而男人則是由東邊的門進入屋內，另外，氏族裡成員各有其特定的座位，像是氏族母親（Clan mothers）和氏族首領（clan chiefs）會坐在代表榮譽的位置。

### 親屬關係
易洛魁人採母系繼嗣。而易洛魁型親屬關係又稱為二分合併型親屬關係。
母親與父親方面的親屬分成兩邊，二分。但它也合併父方、母方的同性同胞。因此，母親與母親姊妹被合併在同一種親屬稱謂下，而父親與父親兄弟也得到同一個稱謂，對母親兄弟與父親姊妹則另採不同的稱謂。
這種稱呼重要的是區分平表和交表。對於一個人來說，交表不如平表。因為在一個人的同輩中，兄弟、姐妹、平表共用一個同樣的稱謂。易洛魁式親屬稱謂制分佈很廣，通常與單系繼嗣群一同發現，尤其是在組織較分散的母系社會組織中更易見到。

### 婚姻
採外婚制的制度，婚後採從妻居。年輕的夫婦住在妻子家裡的「長屋」內，如果女方不滿意男方可以選擇離婚換人，她可以讓男方帶著自己的鋪蓋離開。婚後的孩子們是也是屬於母系一方的氏族，孩子們也是通過她們來獲取社會地位。

## 產業與生活
村落由木材和樹皮構築而成的長型方屋組成。根據季節移動，或移居新種菜園的旁邊，或移往剪取薪材的地方，或移近漁獵地區。種植玉蜀黍、豆類、南瓜、向日葵及菸草。

### 生活
易洛魁人群居在由10到30個長屋構成的村莊裡，規模約300人到600人。長屋的長短不等，最短15公尺，最長達24公尺，房屋的架構很穩定。在插入地面的直桿上架上橫桿，用枝條綁緊，再在構架上覆蓋一個三角形或圓形的屋頂。房頂和房子兩側會鋪上大張的榆樹皮。在16、17世紀，為了防止外族侵襲，易洛魁人來開始搭建圍欄。
在歐洲人來到美洲前，易洛魁人基本上沒有縫製的衣服，他們通常是用經過鞣皮加工過後的獸皮來遮身。在夏天，男人身上會披上皮衣，嘗到股骨，腰間再用窄帶束上。女人則會用長方形的鞣皮圍在下身當作裙子。無論男女，他們都會在肩上披上斗篷。冬天時，他們會穿上熊皮、河狸皮、水獺、狐皮或灰鼠皮做成的斗篷來保暖。他們腳上穿的也是鞣皮靴和綁腿套，婦女的綁腿套比較短只到膝蓋，男子的綁腿套較長是因為在打獵時它可以防止被木叢或樹枝劃傷。易洛魁人在重要的日子會配戴頭飾。男子會帶皮帽並插上羽毛裝飾；女子則帶頭箍並將頭髮編成兩條辮子。在歐洲人到來後易洛魁受西方影響吸收了歐洲服飾的特點，傳統服飾漸漸也被歐洲服飾取代。

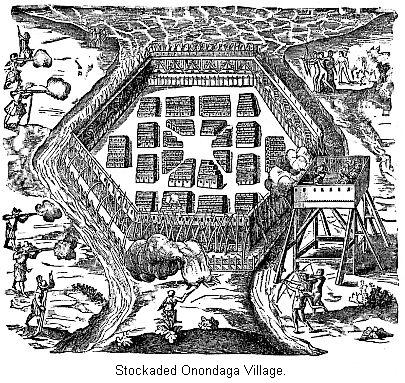
Onondaga village

### 食物
在很久以前奧農達加人就已經發展出他們自己生存的食物系統。長屋民族都是獵人和採集者，他們每日基本的主食是小麥、大豆和南瓜，而上述這三個作物通常被奧農達加人（以及整個長屋民族）簡稱為三姊妹。這些食物對他們而言是大地母親最早先的恩賜，小麥磨成麵粉後可以加進湯裡做成濃湯，也可以做煮熟成麵包。小麥、大豆和南瓜對於奧農達加人有特殊的意義價值，他們會獻歌以感謝這些所得。
奧農達加人住在美麗的五指湖地區，也就是今天的紐約，富足的溪流使的奧農達加人春夏都可以有漁獲，秋冬則在狩獵區獵捕鹿、火雞、野兔等獵物為食。當獵人擊倒一個巨大的獵物（如鹿）時，獵人只會取走他所需要的量，將剩餘的部份分發給群體中的其他成員，這個傳統在長輩中依然持續著，偶爾在豐盛的狩獵活動裡也會見到。奧農達加族的獵人也被教導著要節約，各取所需即可、不要貪多，以此才能與大自然和平共處，這是每人都應盡的責任義務。

### 衣著
奧農達加人和其他長屋民族都有自己的生活特有形式；奧農達加族是住在森林裡的人，因此穿著和住在平地的土著有些許差別。對於生活在寬廣平原的人來說，羽毛的流失是適合的，但不適合需要在山裡開路的人。
在過去，奧農達加人以獸皮作為衣物穿著，而鹿是其中最好的衣服和食物的原料，因為鹿的所有部分都會被利用到 ：鹿腦用來救治或是鞣皮革，鹿皮用來製衣製鞋或是包裝，鹿蹄則用來縫紉或是製弓，鹿骨則用來製刀和製箭頭，也會做成製美細緻的梳子。
後來與白人的交流，開始調整衣服的原料和著衣的風格。過去用蚌殼製成的珠子飾品被玻璃製品取代，女人穿著寬鬆的上衣常常有著串珠的裝飾，男人的衣著也有相似的改變，而某些過去唯一以鹿皮製的衣物也漸漸被羊毛取代。

## 信仰與節日
造物主教導了奧農達加族人所謂的生活方式，這個指導方針幫助他們記得他們身為奧農達加人的義務。其中包含了要愛護照顧如同母親般的大地，而這也是感謝造物主和大地萬物的部分儀式。人們有責任確保每個節慶儀式典禮都有舉行，而這些人通常稱為“Faith Keepers”，指的是以季節和陰曆來決定他們要舉行儀式典禮的時間。
很多節日慶典舉辦整整一年，每年的第一個節慶就是Midwinters(冬至)，在陰曆新一年的開始舉行，長達持續21天，每天都在感謝不同的事物和舉行不同的儀式，因此冬至提供了他們很多與造物主的和諧感恩並慶祝他們對大地如此長久共處的感謝。

### 節日
這些“Faith Keepers”負責以季節和陰曆為標準，舉行儀式典禮，以下列舉一些今日仍在長屋禮舉行的節慶:
Midwinter Ceremonies
Maple Sap Ceremonies 
Planting Ceremonies
Bean Ceremonies
Strawberry Ceremonies
Green Corn Ceremonies
Harvest Ceremonies

## 藝術與文學

### Wampum
貝珠 （页面存档备份，存于）是由貝殼做成的串鍊，上面的珠珠是從貝殼白色到紫色的部分切割下來的，貝殼被認為是一種生活記錄，發言者把協議好的文字放進貝殼串裡，每位發言者之後都可以用貝殼串來提醒自己最初的協議和歷史事件的發生日期。
貝殼串還有很多用處，其中之一是用來邀請其他民族參加會議。這些貝殼串會被下訂一個主題讓其他所有的民族來討論此議題。在貝殼串的尾端是個木棍，這個木條上會寫著開會的時間日期，當日子漸漸靠近，木條上的缺口會被一一砍下，當所有的缺口都被砍光的時候，就是舉行會議的日子。
在長屋民族裡，貝殼串也象徵著頭銜，Clan Mother和酋長都有他們自己獨有的貝殼串，當一個人擁有這樣的地位，他們會攜帶著貝殼串，以示在社會中的身分。而當領導者死去時，這個貝殼串也會被傳承給下一位新頭目。
當一個人拿著貝殼串說話時，會被認為是在說實話。在儀式中，貝殼串被用來傳達發言者句句屬實，人們細心聽著手握貝殼串的人說話，並尊敬發言者要傳達的訊息。
總而言之，貝殼串對於奧農達加人甚至是整個長屋民族(the Haudenosaunee)都是非常重要的，透過人類學家苦心和奧農達加民族本身的努力，讓原本一度消失的貝殼串文化終於得以復甦。1989年，當一些貝殼串又重新出現時，各部落的酋長們也決定將貝殼串文化重新發揚，帶回給這塊土地的人們。

### Gustoweh
易洛魁聯盟最具獨特的象徵物就是他們的頭飾。Gustoweh是一個由幾條木條和羽毛製成像帽子般戴在頭上的飾品，用老鷹、獵鷹、雉鳥或是火雞的羽毛覆蓋著木條作為裝飾。這個頭飾也用來辨別和區分各民族，每個族在Gustoweh的佩戴上都有不同的辨別特徵，例如 : 一個男子佩戴Gustoweh並插上兩根羽毛，一根朝上、另一根朝下表示他是奧農達加人；一個男子佩戴Gustoweh並插上一根羽毛朝上表示是塞內卡人。

## 現況
奧農達加族是Haudenosaunee的其中之一民族，Haudenosaunee是一個因傳統、信仰及文化價值結盟好幾百年的土著民族聯盟，又稱作易洛魁聯盟。Haudenosaunee共有六個民族，包含了莫霍克人(Mohawk)、奧奈達人(Oneida)、卡尤加人(Cayuga)、塞內卡人(Seneca)、奧農達加人(Onondaga)和塔斯卡洛拉人(Tuscarora) 民族。最初是由五大部族莫霍克人、奧奈達人、奧農達加人、塞內卡人和卡尤加人組成，後來1772年，塔斯卡洛拉人加入，因此聯盟成為「六族同盟」。
如同其他Haudenosaunee的民族，今日的奧農達加族是一個主權獨立的民族，仍居住在他們祖先擁有的部分領土上，並且保持獨特的律令、語言、習慣和文化。今日的奧農達加族在美國紐約州南邊擁有7300英畝的領土，在此領土上他們保有自己的主權，執行紐約州政府無法管轄的作業。此民族仍在酋長領導之下，而這個酋長是根據其歷史悠久的民主制度，由議會所選出的。本著同樣的精神，許多奧農達加人堅持傳統儀式、堅持宗教哲學和社會習俗，也因此這種意識型態(民主思想)被納入美國的法律體系及文化之中，易洛魁聯盟的世界觀擴展了點亮了美國及其他國家的眼光視野。
正如其他充滿生命力與活力的社會，面對現代社會的挑戰，奧農達加的文化也持續在改變和發展。例如今日的美國人部會再住在小木屋或是草房裡，而奧農達加人也不會再住在傳統的榆樹長屋裡生活。大部分的奧農達加人住在現代的房屋，從事一般的職業。
身為一個主權獨立的政府，奧農達加政府不用繳交所得稅、消費稅給紐約州政府或是聯邦政府，也不會收到任何繳納這些稅的回饋。不像其他的紐約原住民民族，奧農達加族選擇不參與任何賭場業務或賭博企業，而是經營免稅菸店來為許多部落的工程設施提供資金來源(包含了水利設施、多功能體育場等等)。

## 著名人士

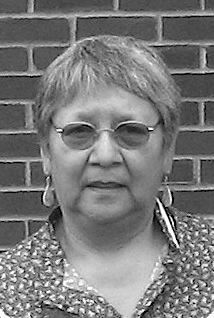
Rose Doctor, Onondaga people Wolf Clan, Clanmother

- Leon Shenandoah (1915–1996), Tadodaho
- Oren Lyons [Lives at Onondaga and holds a Faithkeeper title, but is Seneca]
- Tom Longboat [Six Nations]
- Canassatego, Hiawatha, Tadadaho of the Iroquois Confederacy
- Tadodaho Sidney Hill
- Samuel George, ('Hononwirehdonh', or "Great Wolf"), (1795-1873; chief from 1850-1873)
- Tonya Gonnella Frichner (1948-2015; Global Indigenous Human Rights Expert)